# ウママンゴー

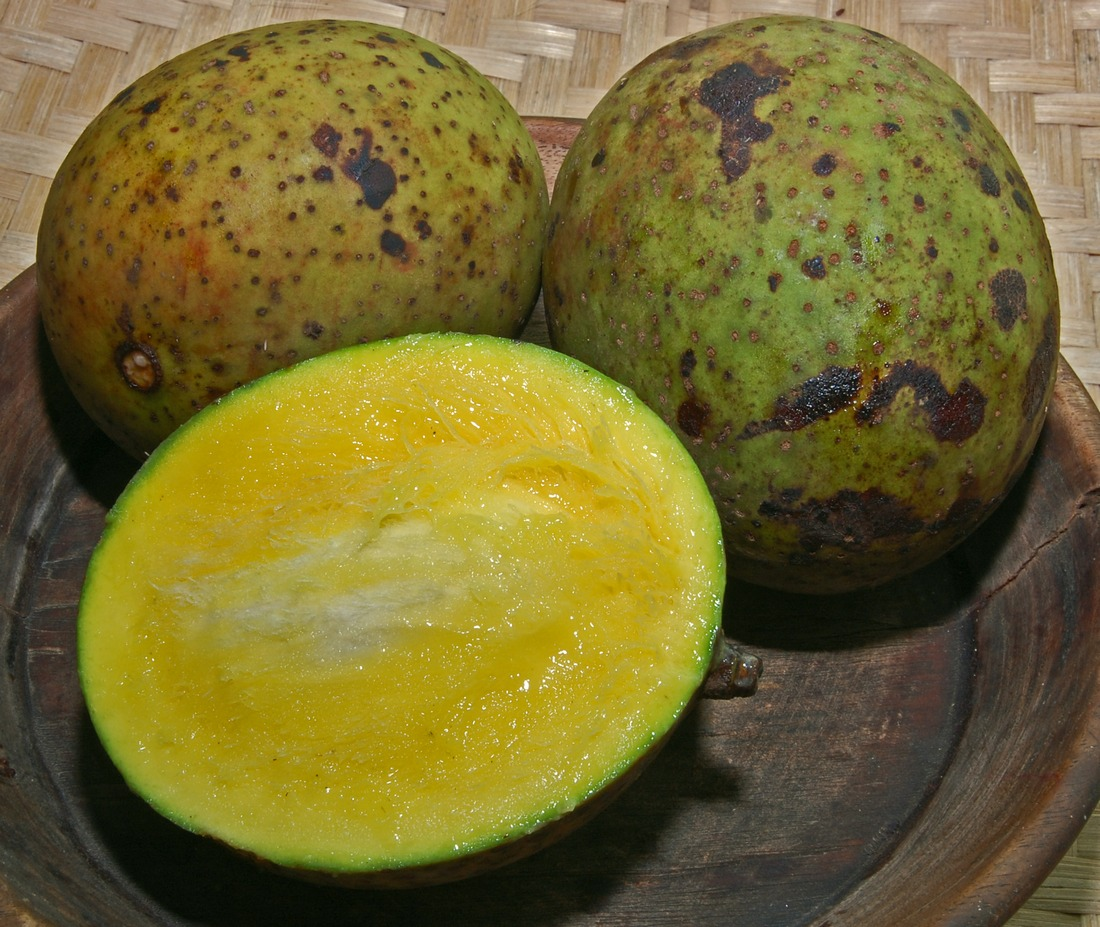
西ジャワ州ボゴールで取れたウママンゴーの果実

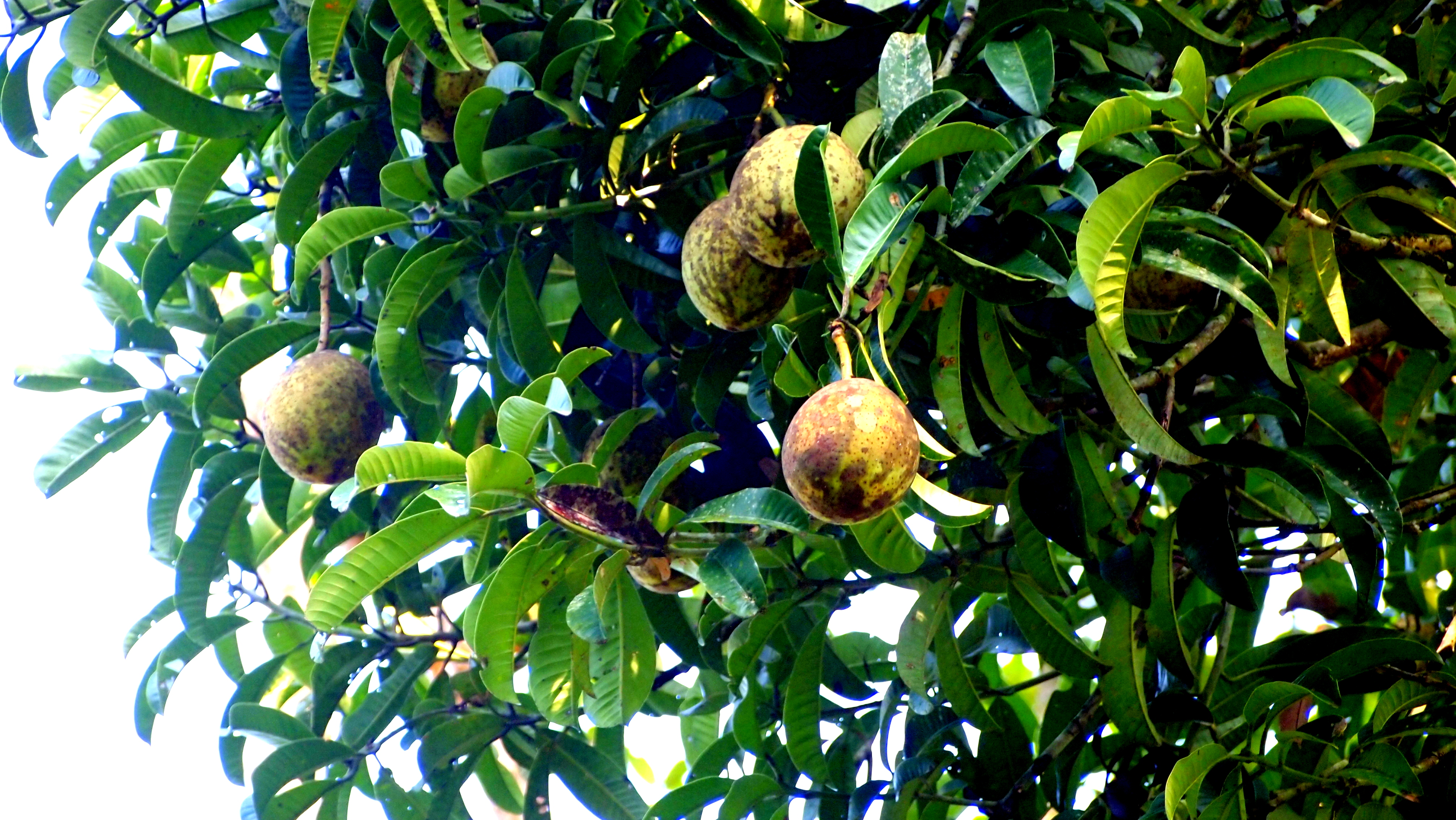
マレーシアに生える木

ウママンゴー（学名：Mangifera foetida）は、ウルシ科の植物である。horse mango、malmut、limus、bachang、machangや、ボルネオ島ではkemantanとも呼ばれる。
インドネシア、マレーシア、ミャンマー、シンガポール、タイ王国、ベトナムの湿地雨林で見られる。

## 外形
植えてから収穫まで、6-8年かかる。繁殖は主に種子で行われるが、芽接ぎも可能である。
果実は、約100-200gで、非常に強いテレビン油臭がある。熟した果実は、舌や口に炎症を起こす刺激性の物質を含む。

## 利用
インドネシアでは、未熟な果実を食塩水で良く洗った後、野菜サラダ（ロジャック）やピクルス（アチャール）に用いる。熟した果実もジュースやジャムの原料に用いる。
ボルネオ島では、非常に甘いものと酸っぱいものの2つの品種が知られている。
他に、病気に対する抵抗力が強いため、他の種類のマンゴーを接ぎ木するための良い台木となる。